# SNOW SOUND/今まで君が泣いた分取り戻そう
『SNOW SOUND/今まで君が泣いた分取り戻そう』（スノー サウンド/いままできみがないたぶんとりもどそう）は、[Alexandros]の通算14枚目のシングル。2017年2月1日にユニバーサルミュージックから発売された。

## 収録曲
全曲 作詞・作曲：川上洋平、編曲：［Alexandros］
1. SNOW SOUND
JR東日本『JR SKISKI』CMソング
原曲が存在しタイトルは「Snow」、歌詞が若干異なっている[1]。
2. 今まで君が泣いた分取り戻そう
映画『きょうのキラ君』主題歌。『EXIST!』からのリカット曲。
3. Dear Enemies (live at Zepp Tokyo 2016.12.5)
4. Swan (live at Yokohama Arena 2016.11.16)
初回限定盤DVDには、2016年11月10日に行われたフリーライブ「[Alexandros]『EXIST!』Launch Party at Roppongi Hills」収録。